# Ивановка (Ивановский район, Одесская область)
Ива́новка (укр. Іванівка) — посёлок городского типа, бывший районный центр Ивановского района Одесской области Украины.

## Географическое положение
Посёлок находится на реке Большой Куяльник.

## История
Поселение возникло в конце XVIII века под названием Малобарановка на земле майора Баранова, который получил в 1793 году 3,1 тыс. десятин от царского правительства. Село росло за счет притока крестьян, бежавших от жестоких притеснений из центральных губерний на юг.
В 1858 году владельцем поселения стал шляхтич польского происхождения Ян Лемпер, и село в его владении стали называть Яновка. Новый владелец был заинтересован в развитии торговли, позволил купцам без платы за землю строить на главной улице городка большие дома. Вместе с тем он категорически запретил строить здесь жилье беднякам. В 1840х — 1850х годах в Яновке заметно оживилась торговля. Здесь ежегодно происходила весенняя ярмарка и собирались регулярно, дважды в неделю, базары. Увеличивалось и количество изделий, которые продавали местные ремесленники.
Во второй половине XIX века Яновка и далее была одним из известнейших рабочих рынков в Херсонской губернии. Перед весенними полевыми работами в город ежегодно прибывали крестьяне из Киевской, Подольской, Полтавской, Черниговской, Орловской, Тульской и других губерний с надеждой наняться на сельскохозяйственные работы в помещичьи хозяйства.
В январе 1918 года здесь была установлена Советская власть.
В ходе Великой Отечественной войны в 1941—1944 годы село находилось под немецко-румынской оккупацией. 4 апреля 1944 года посёлок был освобождён.
В 1945 г. Указом ПВС УССР село Яновка переименовано в Ивановку.
С января 1962 года — посёлок городского типа. В 1972 году здесь действовали винодельческий завод и хлебный завод.
В 1978 году население составляло 2,9 тыс. человек, здесь действовали маслосыродельный завод, хлебный завод, комбикормовый завод, маслобойня, пищекомбинат, элеватор, дом быта, две общеобразовательные школы, музыкальная школа, больница, Дом культуры и две библиотеки.
В январе 1989 года численность населения составляла 3434 человек.
В мае 1995 года Кабинет министров Украины утвердил решение о приватизации находившегося здесь предприятия по материально-техническому обеспечению.
19 апреля 2011 года хозяйственный суд Одесской области признал находившееся здесь Ивановское ремонтно-транспортное предприятие банкротом, после чего началась процедура его ликвидации.
На 1 января 2013 года численность населения составляла 2525 человек.
23 ноября 2016 года Кабинет министров Украины принял решение о продаже находящегося в посёлке Ивановского винодельческого завода. 
17 июля 2020 года Ивановка вошла в состав новосозданного Березовского района. Ивановский район был ликвидирован.

## Современное состояние
Действуют школа, которая названа в честь Бориса Фёдоровича Деревянко, Центральная районная больница, поликлиника, поселковый совет, суд, прокуратура, отделение полиции, музыкальная школа, фосфатный завод, хлебозавод, детский сад, 3 церкви разных религиозных конфессий, отделение Укрпочты, центр занятости, отделение «Нова Пошта» и т. д.

## Транспорт
Находится в 2 км от железнодорожной станции Ротово Одесской железной дороги.

## Известные уроженцы
- В Ивановке родился и окончил среднюю школу Борис Фёдорович Деревянко. Впоследствии эта школа стала носить его имя.

- Здесь родился и рос известный украинский оперный певец, народный артист УССР Николай Огренич. Сейчас его имя носит местная музыкальная школа, на территории которой расположен памятник Огреничу.

- Из крестьянской семьи Ивановки происходит и известный украинский правовед и профессор Владимир Бошко.

- В годы войны в Ивановке родился Алексей Фёдорович Попичко - футболист, мастер спорта СССР.